# 依赫瓦尼
依赫瓦尼（阿拉伯语：‎，兄弟会）又作伊赫瓦尼、依黑瓦尼，是中国伊斯兰教的一大教法学派，属于哈乃斐学派。光绪十二年（公元1886年），甘肃东乡族阿訇马万福去伊斯兰圣城麦加朝觐，在阿拉伯半岛伊赫万运动的影响下，回国后创立了此学派。学派有着逊尼派的传统，与瓦哈比派有本质区别，二者不可混淆。